# SIP
Protocolul de inițializare a sesiunii (sau SIP, din engl. Session Initiation Protocol) este un procol de semnalizare aflat la nivelul aplicație în stiva OSI, utilizat pentru crearea, modificarea și încheierea sesiunilor între doi sau mai mulți participanți. Astfel de sesiuni includ apeluri telefonice prin Internet, sesiuni multimedia, conferințe multimedia.  Protocolul a fost proiectat de către Henning Schulzrinne (Universitatea Columbia, New York) și Mark Handley (UCL) începând cu anul 1996. Cea mai actuală versiune este specificată în RFC 3261 de la IETF SIP Working Group. În noiembrie 2000, SIP a fost acceptat de către 3GPP ca element permanent pentru arhitectura IMS. SIP este foarte răspândit în prezent ca protocol de semnalizare pentru Voce peste IP sau VoIP, împreună cu H.323. 
SIP are următoarele caracteristici:
- Complexitate redusă, având doar 6 metode.
- Independența de niveul de transport, putând fi folosit cu UDP, TCP, ATM.
- Bazat pe mesaje de tip text, ceea ce permite mesajelor SIP să fie citite direct și de către oameni.